# Reinerzau
Reinerzau ist ein Stadtteil von Alpirsbach im baden-württembergischen Landkreis Freudenstadt im Schwarzwald.

## Geographie
Das Dorf liegt im Tal der Kleinen Kinzig, die ebenfalls Reinerzau genannt wird, zwischen Freudenstadt und Schenkenzell.
Es ist eine typische Schwarzwälder Streusiedlung auf einer Länge von 7 km, bei der sich bis heute die Siedlungsschwerpunkte Oberes und Unteres Dörfle herausgebildet haben.

## Geschichte
Reinerzau wurde erstmals im Jahre 1254 erwähnt.
Am 1. April 1974 wurde Reinerzau nach Alpirsbach eingemeindet.

## Wappen
Das ehemalige Gemeindewappen zeigt im gespaltenen Schild vorne in Silber einen pfahlweise gestellten blauen Fisch, hinten in Blau eine pfahlweise gestellte nach heraldisch links gekehrte silberne Axt.

## Infrastruktur und Tourismus

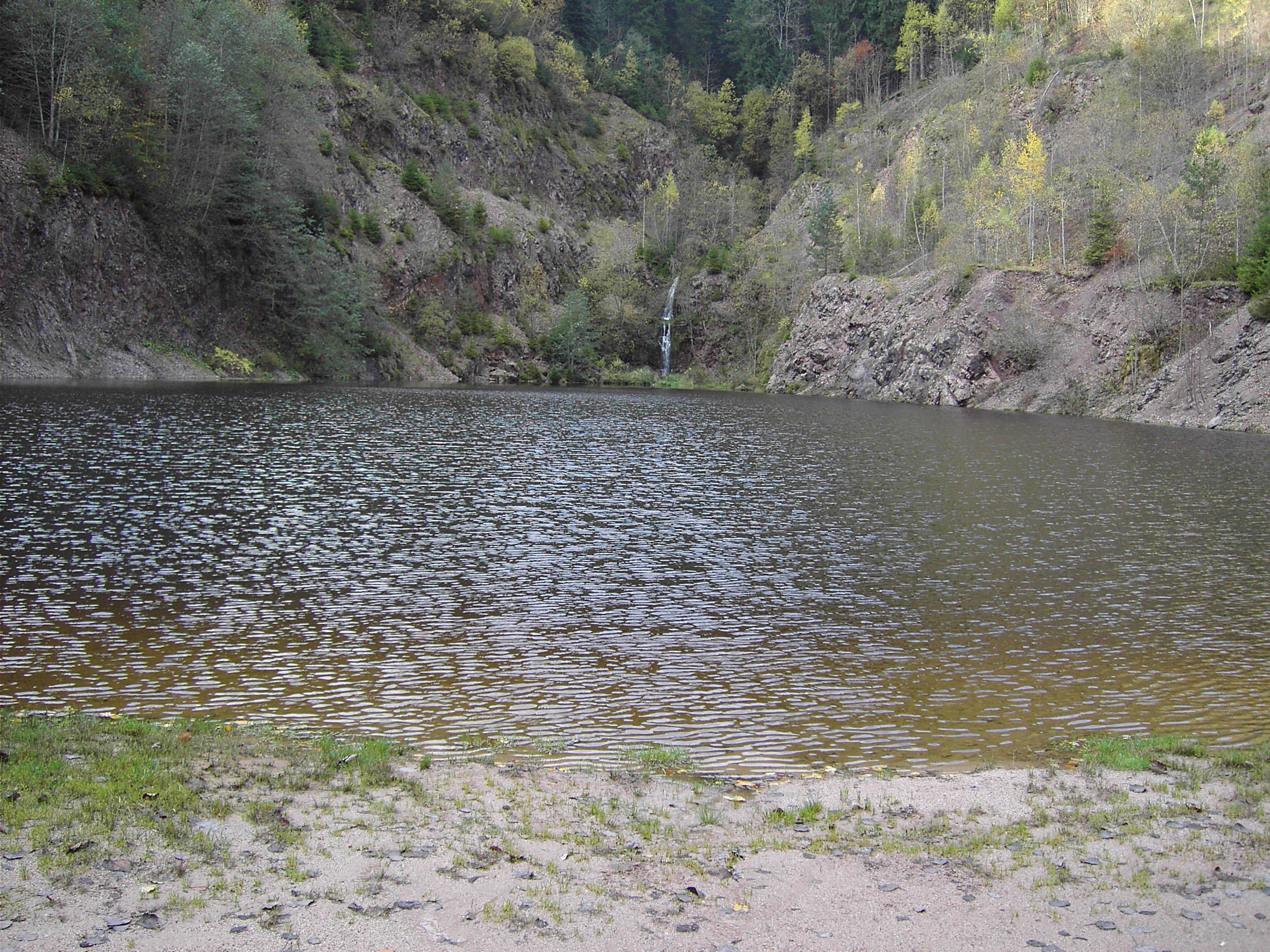
Silbersee, 2004

Reinerzau wird seit langem als Erholungsort geschätzt durch seine Abgeschiedenheit und seine saubere Luft. So gibt bzw. gab es unter anderem zwei Kurkliniken, zahlreiche Privatvermieter und wenige Gasthäuser.
Der Wasserpfad führt entlang der Talsperre Kleine Kinzig.
Die Talsperre kann in Gruppen besichtigt werden.
Der Silbersee ist ein idyllischer Badesee mit Wasserfall und Grillstelle.
Die Kirche des Ortes steht im Unterdörfle. Es gibt einen Skilift vor Ort.